# Бесарик (село, Жанакорганський район)
Бесари́к (каз. Бесарық) — село у складі Жанакорганського району Кизилординської області Казахстану. Адміністративний центр сільського округу Жаманбай-батира.
До 2004 року село називалось Талап, ще раніше — Кенес.
Населення — 2046 осіб (2021; 1909 у 2009, 2275 у 1999, 2103 у 1989).

## Люди
- Сапарбаєв Бердибек Машбекович (1953, село Бесарик) — казахський державний і політичний діяч, науковець, аким Актюбінської області (з вересня 2015), доктор економічних наук.